# Nereis falsa
Nereis falsa är en ringmaskart som beskrevs av Jean Louis Armand de Quatrefages de Bréau 1866. Nereis falsa ingår i släktet Nereis och familjen Nereididae. Arten har ej påträffats i Sverige. Inga underarter finns listade i Catalogue of Life.